# Izvorul din satul Nemțeni
Izvorul din satul Nemțeni este un monument al naturii de tip hidrologic în raionul Hîncești, Republica Moldova. Este amplasat la nord de satul Nemțeni. Ocupă o suprafață de 0,5 ha. Obiectul este administrat de Primăria satului Nemțeni.

## Descriere
Izvorul reprezintă o rețea de fântâni de beton conectate la un rezervor comun. Apa ajunge de aici în sat printr-o conductă. Locul de colectare a apei este amenajat în centrul satului.
Izvorul are apă rece, este oligomineral după gradul de mineralizare și descendent de terasă din punct de vedere geologic. După compoziția chimică este un izvor cu apă hidrocarbonată–magneziu-sodică (HCO3; Mg – Na). Apa este potabilă, de calitate înaltă, fără miros, incoloră, slab alcalină (pH 8,05) și nepoluată cu nitrați (27 mg/l, adică 54% din concentrația maxim admisă).

## Statut de protecție
Izvorul este un obiect hidrologic de valoare națională, cu debit mare, de 12 l/min. Este principala sursă de apă a locuitorilor unei mahalale din sat.
Din 1998, conform Legii nr. 1538 privind fondul ariior naturale protejate de stat, izvorul are statut de monument al naturii. În anexele legii, se atestă că acesta aparținea Întreprinderii Agricole „Hlopești”. Între timp, izvorul a trecut la balanța Primăriei satului.
Sursa de apă se află în extravilan. Pășunatul se practică rar. Terenurile agricole sunt reprezentate de sectoare dispersate de viță-de-vie (preponderent hibrizi), care nu sunt prelucrate chimic. Pentru o mai bună aplicare a statutului de arie protejată, terenul cu fântâni subterane trebuie îngrădit, iar conducta de apă trebuie renovată.